# Will It Snow for Christmas?
Will It Snow for Christmas? (en hangul, 크리스마스에 눈이 올까요?; romanización revisada, Keuriseumaseue Nuni Olkkayo?), también conocida en español como ¿Nevará para navidad? y ¿Caerá nieve en Navidad?, es una serie de televisión surcoreana transmitida por SBS, desde el 2 de diciembre de 2009, hasta el 28 de enero de 2010. Es protagonizada por Go Soo, Han Ye Seul, Song Jong Ho, Sun Woo Sun, y Jo Min Su.

## Sinopsis
Las cosas cambian cuando Cha Kang Jin (Kim Soo Hyun), regresa a la ciudad natal de su madre, que al no poseer mucho dinero, ella decide abrir un bar donde diferentes hombres la tratan mal y la humillan solo por dinero, Kang Jin en constantes ocasiones, debe defender su honor, pues se hablan cosas y le molestan. De momento su vida se transforma en el cielo y conoce a Han Ji Wan (Nam Ji Hyun) una chica agradable que le roba el corazón, ella vive solo con su padre ya que su madre huyó cuando su hermano mayor Han Ji Yong (Song Joong Ki), fue encontrado muerto en un río, sin embargo, la felicidad le dura poco a Kang Jin, ya que Ji Wan debe irse a otra ciudad, y la posibilidad de volverse a ver es casi imposible.
El tiempo pasa y Kang Jin (ahora Go Soo) tras ocho años vuelve a reencontrarse con Ji Wan (ahora Han Ye Seul), que está a punto de casarse con su compañero de trabajo Park Tae Ho (Song Jong Ho). Ji Wan pese a pedirle a Kang Jin que finja no conocerla ya que trabajan los tres en la misma empresa, ella se vuelve a reencontrarse con lo que le paso hace ocho años y se da cuenta de que su familia y la de Kang Jin se relacionan por algo. Ella tratando de averiguar, se vuelve a acercar a él, sumado a que la madre de ella piensa que Ji Yong ha vuelvo desde que desapareció (murió) aquel día, confundiendo a Kang Jin.

## Reparto

### Personajes principales
- Go Soo como Cha Kang Jin.
  - Kim Soo Hyun como Kang Jin (adolescente).
- Han Ye-seul como Han Ji Wan.
  - Nam Ji Hyun como Ji Wan (adolescente).
- Song Jong Ho como Park Tae Joon.
- Sun Woo Sun como Lee Woo Jung

### Personajes secundarios
- Jo Min Su como Cha Chun Hee.
- Chun Ho-jin como Han Joon-soo.
- Kim Do Yeon como Seo Young Sook.
- Kim Ki Bang como Cha Bu San.
  - Seo Jae Wook como Bu San  (adolescente).
- Kim Kwang Min como Seo Jae Hyun.
- Min Ji Young como Sta. Sun.
- Seok Jin Yi como Lee Jin Kyung.
  - Yang So Young como Jin Kyung (adolescente).
- Kim In Tae como Noh Gyo Soo.

### Otros personajes
- Kim Sung-oh como Sung Min, uno de los subordinados de Tae-joon.
- Park Sang Kyu como Presidente Lee.
- Song Joong Ki como Han Ji Yong.
- Do Ji-han como Park Jong-suk.
- Kim Hyung Bum como Kim Jung Pil
- Kim Kwang-kyu como Profesor de aula de Cha Kang-jin.

## Emisión internacional
- China: CCTV-8 (2012-2013).
- Hong Kong: Entertainment Channel (2010), TVB J2 (2010) y HD Jade (2011-2012).
- Japón: KNTV (2010) y TV Tokyo (2011).
- Tailandia: Channel 9 (2011).
- Taiwán: Star (2011).
- Vietnam: HTV3 (2014).